# Њу Берлин (Тексас)
Њу Берлин (енгл. New Berlin) град је у америчкој савезној држави Тексас. По попису становништва из 2010. у њему је живело 511 становника.

## Демографија
Према попису становништва из 2010. у граду је живело 511 становника, што је 44 (9,4%) становника више него 2000. године.
| Група             | 2000.       | 2010.       |
| Белци             | 432 (92,5%) | 437 (85,5%) |
| Афроамериканци    | 0 (0,0%)    | 12 (2,3%)   |
| Азијати           | 0 (0,0%)    | 0 (0,0%)    |
| Хиспаноамериканци | 34 (7,3%)   | 52 (10,2%)  |
| Укупно            | 467         | 511         |